# Репьёвка (Воронежская область)
Репьёвка — село в Воронежской области России. Административный центр Репьёвского района и Репьёвского сельского поселения.

## География
Село находится в 100 км к юго-западу от Воронежа. Расположено на реке Потудань (приток Дона), в 55 км от железнодорожной станции Острогожск Лискинского отделения Юго-Восточной железной дороги на линии «Лиски—Валуйки».

## История
Основано в 1757 году переселенцам из левобережной Украины на землях князя Репнина П.И . в XVIII—XIX веках — Слобода Петровская, (по имени основателя и владельца), позже — слобода Репьевка (по фамилии первых владельцев), с 1965 года — село.
Состав населения слободы на момент её поселения составляли посполитые малороссияне (Посполи́тые крестья́не — личное свободное сельское население Левобережной и Слободской Украины во второй половине XVII—XVIII вв. К концу XVIII в. превратились в крепостных крестьян — подданных малороссиян).
Владельцем слободы с момента поселения в 1757 году, и до своей кончины в 1778 году был князь Пётр Иванович Репнин, после его смерти имение переходит к князю Николаю Васильевичу Репнину, который в 1800 году продаёт её полковнику Петрово-Соловово, тот в свою очередь перепродаёт Репьёвку с хуторами и землями и жителями, княгине Наталье Петровне Касаткиной — Ростовской (ур. Бородиной) в 1806 году, После смерти княгини в 1828 году на имение претендовали родственники по её отцовской линии — Бородины, судебные тяжбы завершились лишь только к 1842 году, имение перешло в собственность к её дочери, Александре Николаевне Стрекаловой.
В 1919 году в районе Репьевки соединились с основными силами ВСЮР белоказаки К. К. Мамантова, выходившие из рейда по красным тылам (М. В. Кобяков, «Тульская дивизия в рейде с Мамонтовым. Воспоминания участника» (И. В. Скородумов, Воронеж: 2018. — 64 с.)).
Репьёвка до 1919 года волостной центр Репьёвской волости Коротоякского уезда Воронежской губернии, с 1919 по 1924 районный центр 3-го района Коротоякского уезда, с 1924 по 1928 центр райволости Острогожского уезда, 1928—1932 центр района в составе Острогожского округа — далее и по сегодняшний день райцентр Воронежской области, с перерывом 1963—1965 , когда территория района входила в состав Острогожского района.

### Этимология
Название села с течением времени претерпевало изменения. До конца 18-го века слобода именовалось Петровская или Петропавловская, первое очевидно по имени первого владельца — Петра Репнина, а второе по названию стоящей здесь церкви святых апостолов Петра и Павла. И только в конце XVIII века закрепилось название Репьёвка.

## Население
| 1859  | 1897  | 1959  | 1970  | 1979  | 1989  | 2002  |
| ----- | ----- | ----- | ----- | ----- | ----- | ----- |
| 3935  | ↗4368 | ↘2492 | ↗4123 | ↗5081 | ↗5965 | ↘5905 |
| 2010  | 2014  | 2015  | 2021  |       |       |       |
| ↘5332 | ↗5442 | ↗5448 | ↘5401 |       |       |       |

## Экономика
- швейная фабрика (считается рабочим)
- молокозавод (закрылся)
- комбикормовый завод (закрылся)
- колбасный цех (закрылся)
- ситроцех (считается рабочим)
- асфальтовый завод (считается рабочим)
- хлебозавод (считается рабочим)
- ПМК-17
- лесопильная рама(считается рабочим)

## Достопримечательности
- Церковь апостолов Петра и Павла[13].

## Известные жители и уроженцы
- Иванов Николай Фёдорович (1917—2001) — Герой Социалистического Труда.

Горяинов Игорь Николаевич — Художник-плакатист, иконописец, живописец. Автор пейзажей, портретов.
Член Союза художников СССР с 1991 г.
Участник выставок с 1987 г.: региональных 1988 г.; всесоюзных 1987 г., 1988 г., 1989 г.; всероссийских 2005 г.; международных — Англия 1989 г., 1990 г., 2005 г.; зарубежных — Великобритания, Бельгия 1990 г.
Работал старшим художником Репьёвской художественной мастерской в 1982—1996 гг. Преподает в Репьёвском доме пионеров и школьников с 1995 г.
Призёр Всесоюзного конкурса плаката 1987 г., регионального конкурса плаката в 1988 г